# Perissomastix mascherata
Perissomastix mascherata är en fjärilsart som beskrevs av László Anthony Gozmány. Perissomastix mascherata ingår i släktet Perissomastix och familjen äkta malar. Inga underarter finns listade i Catalogue of Life.